# Дементьев, Вадим Владимирович
Вади́м Влади́мирович Деме́нтьев (28 февраля 1941 — 21 марта 2015, Москва, Россия) — российский художник-реалист, пейзажист, живописец, член Московского союза художников.

## Биография
1941 — родился в Москве.
Художественное образование получил под руководством художников-педагогов А. Н. Иванова, Н. А. Славнова, А. Г. Сукиасяна, Г.К Кравченко и С. А. Чуйкова. Свой творческий метод создавал через освоение художественного наследия старых мастеров, подробно и углубленно изучая технику и технологию мирового пейзажного искусства.
1963 — состоялась первая выставка картин Дементьева. Работы вызвали самый живой интерес зрителей и привлекли внимание известных критиков и искусствоведов. О его работах положительно отозвались академики П. Д. Корин и С. А. Чуйков. Появляются статьи в газетах и журналах. С. А. Чуйков, Д. Д. Жилинский и В. Е. Попков дают рекомендацию для вступления в Московский Союз Художников.
1969 — становится членом МОСХ (Московский Союз Художников).
1991 — выдвинут на соискание Государственной премии и участвует в выставке «На соискание Государственной премии»

## Творчество
В. В. Дементьев — русский живописец, посвятивший почти все свои работы изображению Москвы и ее окрестностей, архитектуре и природе.
Значительное место в творчестве художника занимает городской пейзаж. С большим мастерством и вдохновением раскрывает он жизнь дорогих ему уголков родного города. В картинах «Савельевский переулок», «Облачный день. Московский дворик» и другие В. Дементьев изображает старую Москву. При всей тщательности письма, живопись Дементьева подкупает многообразием, широтой и задушевностью.
Творчество В. В. Дементьева — уникальный сплав традиционного пейзажного реализма с драматическими поисками бурного XX века. С большой любовью и проницательностью он создает волнующие образы родной среднерусской природы. Работы художника пронизаны почти магическим светом, завораживают зрителя тончайшими нюансами формы, филигранным рисунком. Его живопись воздушна и трепетна, ассоциативна.
О творчестве В. В. Дементьева писали в статьях такие известные искусствоведы, как: В. С. Манин, А. И. Морозов, М. Н. Соколов, А. И. Рожин, В. А. Лебедев, И. Н. Филонович, А. Н. Корзухин и многие другие.

## Музейные собрания
Работы «Тополя на пригорке», «Весна», «Малая Ордынка», «Ветлы» приобретены Государственной Третьяковской Галерей в Москве.
Картины «Облачный день. Московский дворик» и «Осенняя роща» находятся в коллекции Государственного Русского Музея в Санкт-Петербурге.
Лучшие работы художника размещены в залах крупнейшего музея Института Русского реалистического искусства.
Работы художника также находятся в картинных галереях Тюмени, Горно-Алтайска, Комсомольска-на-Амуре, Кургана, Тольятти и других городов России.
В зарубежных собраниях:
Музее Людвига (г. Кельн, Германия), в галерее Яматанэ Токио Геккосо (Gekkoso Gallery, Токио, Япония);
В российских посольствах в США, Голландии, Болгарии; в частных собраниях в США, Германии, Франции, Италии, Испании, Греции, Голландии, Польши, Югославии, Индонезии, Финляндии и других стран мира.

## Выставки
- 1968 «50 лет ВЛКСМ». Москва
- 1969 Восьмая выставка произведений молодых художников. Москва
- 1970 «Художники Москвы В. И. Ленину». Москва
- 1973 Весенняя выставка МСХ. Москва
- 1974 Молодежная выставка МСХ. Москва
- 1974 «XXV Съезду КПСС посвящается». Москва
- 1975 V выставка «Советская Россия». Москва
- 1976 Всесоюзная выставка «Слава труду». Москва
- 1976 Выставка пейзажа. Вильнюс
- 1976 Всесоюзная выставка «По Ленинскому пути». Москва
- 1979 «Москва и москвичи». Москва
- 1980 Выставка произведений московских художников: «XXVI Съезду КПСС посвящается». Москва
- 1980 Москва в произведениях русских и советских художников. Государственная Третьяковская галерея. Москва
- 1980 Общероссийская художественная выставка «Образ Родины». Орел
- 1981 Групповая межсекционная выставка «Двадцати трех», Центральный дом художника. Москва
- 1982 «50 лет МОСХ». Москва
- 1983 Весенняя выставка «Мы за мир». Москва
- 1985 Республиканская выставка пейзажа. Москва
- 1986 Групповая выставка московских художников. «Поэзия родной земли». Москва
- 1991 Выставка «Наша Москва». Фонд культуры. Москва
- 1991 Выставка «Свет всему миру». Дом Правительства. Москва
- 1991 Выставка «Русь державная». Дом Правительства. Москва
- 1991 Выставка «На соискание Государственной премии». Москва
- 1992 Выставка «600-летие Сергия Радонежского». ЦВЗ Манеж. Москва
- 1994 Выставка «Русская коллекция. Конец XX века». Москва
- 1997 Выставка, посвященная 850-летию Москвы. Белые Палаты. Москва
- 1998 Выставка «Путь к храму». Музей истории Москвы. Храм Христа Спасителя. Москва
- 2000 Всероссийская художественная выставка к 2000-летию Рождества Христова. Центральный дом художника. Москва
- 2002 Выставка «Мир живописи». Центральный дом художника. Москва
- 2007 Выставка в Галерее «Маленькая Япония». Москва
- 2008 Юбилейная выставка «75 лет МСХ». Москва 2009 Выставка «Мир живописи». Центральный дом художника. Москва
- 2010 Выставка «Мир живописи». Центральный дом художника. Москва
- 2012 Юбилейная выставка «80 лет МСХ». Москва

Зарубежные выставки в странах: Голландия, Дания, Польша, США, Франция, Япония, Германия и др.

## Память
Художник похоронен на Новодевичьем кладбище в Москве.